# Marca Nordică
Marca Nordică (în germană Nordmark) a fost un margrafiat al Sfântului Imperiu Roman care a existat în perioada 965–983, situat între râurile Elba și Oder care cuprindea, în principal, zona devenită ulterior Margrafiatul Brandenburg. După revolta slavă din anul 983 teritoriul acestei mărci a intrat sub stăpânire slavă.

## Istorie
Până în 983 Marca Nordică se învecina la nord cu Marca Billungilor, la est cu Ducatul de Polonia, la sud cu Marca de Luzacia și la vest cu Ducatul de Saxonia.

### Marca Estică (936–965)
În 928/929 regele Henric I a cucerit Cetatea Brandenburg și zona înconjurătoare aparținând de atunci înainte Franciei Răsăritene. În 936 regele Otto I a înființat Marca saxonă Estică aflată la est de râurile Elba și Saale. Margraf a devenit Gero cel Mare.

### Marca Nordică (965–983)
După moartea lui Gero în 965, Marca de Est a fost împărțită în cinci mărci mai mici care includeau și Marca Nordică. Dietrich de Haldensleben a devenit primul margraf al Mărcii de Nord.

### Teritoriu sub stăpânire slavă (983–1150)
După revolta slavă din 983, teritoriul mărcii a intrat complet sub stăpânire slavă. Regii germani au acordat în continuare titlul de margraf, întâi conților de Walbeck și apoi descendenților acestora. Până în jurul anului 1100 probabil niciun margraf nu s-a aflat efectiv în zona aflată la est de râul Elba. În 1109 Udo al IV-lea a avansat pentru scurt timp în regiunea Brandenburg. În acest timp, zone mici la est de Elba (Elb-Havel-Winkel) par să fi revenit sub dominația germană. Cu toate acestea, niciun document sau sursă narativă datând din această perioadă nu indică faptul că un margraf și-a fi exercitat efectiv puterea în această regiune.

### Marca Brandenburg
În 1150 Albert I Ursul a cucerit cetatea Brandenburg și a pus bazele Margrafiatului Brandenburg pe teritoriul Mărcii de Nord. Alte părți ale teritoriului ei au revenit inițial Arhiepiscopiei de Magdeburg, Mărcii de Luzacia și Ducatului Pomerania pe care, în mare parte, descendenții lui Albert I Ursul le-au încorporat ulterior în Margrafiatul Brandenburg.